# Kostel Božského srdce Ježíšova (Partizánske)
Kostel Božského srdce Ježíšova je římskokatolický kostel ve slovenském městě Partizánske. Navrhl ho významný český architekt Vladimír Karfík. Stavba dotváří důležitou kompoziční osnovu města a dodnes je jeho známou dominantou. Základní kámen kostela byl posvěcen 8. července 1943. Svěcení kostela naplánované na 25.-26. května 1949 překazil nový komunistický režim, kostel byl neoficiálně vysvěcen 25. června téhož roku, oficiálně až 2. září 1989.

## Úvod
Město Baťovany (později Partizánske) vzniklo doslova na zelené louce. Známý Baťův architekt Vladimír Karfík pomohl vybudovat ideální město spojující zóny výroby, bydlení a odpočinku. Rozsáhlé centrální náměstí tvořil zčásti park a zčásti dlážděné plochy, kolem kterých byly situovány objekty Společenského domu, radnice a obchodního domu. K dokončení myšlenky urbanistického návrhu chyběla dominanta náměstí - kostel. Ten vznikl z jednoho z provizorních dřevěných domků. V červenci 1942 bylo rozhodnuto, že v Baťovanech bude vybudován římskokatolický kostel Božského srdce Ježíšova. Stavbou byla pověřena římskokatolická farnost města a jeho vybudováním firma Baťa, a.s. Šimonovany. Stavbu chrámu navrhl a vypracoval rovněž V. Karfík.

## Dějiny návrhu
Původní návrh kostela pochází z roku 1937 a Karfík ho navrhl do moravského města Baťov (dnes část Otrokovic). Kostel nebyl zrealizován, ale jeho návrh později posloužil při výstavbě nejvelkolepější stavby náměstí v Partizánskem. Návrh kostela v Partizánskem se mírně liší od původního návrhu, vzhledem k tomu, že se nachází v jiné lokalitě a od původního plánu tehdy uběhlo již 10 let. Nejvýraznější změna je ve velikosti kostela – proti původnímu návrhu je kostel o 10 metrů kratší.

## Vývoj stavby
Dne 8. července 1943 byl posvěcen a uložen základní kámen banskobystrickým biskupem Andrejem Škrábikem za přítomnosti prezidenta Jozefa Tisa. Dne 11. srpna 1944 stavební oddělení firmy Baťa začalo na stavbě intenzivně pracovat. Ještě téhož roku bylo oznámeno, že stavba kostela nebyla pojata do dvouletého budovatelského plánu. Pro dokončení prací bylo potřeba asi 3 milionů korun. Nedostatek finančních prostředků stavbu kostela zkomplikoval, zpomalil a nakonec do května 1947 i zastavil. Zdrojem financí na dostavbu se pak staly nedělní sbírky, zejména mezi zaměstnanci firmy Baťa.
Čtyři zvony kostela jsou zasvěceny sv. Josefovi, sv. Štěpánovi, sv. Antonínovi a Panně Marii. Zvony vyrobil a dodal závod KOVOLIS.
Nosné pilíře v lodi chrámu, podlaha, oltář, obětní stůl, kříž na čelní stěně a všechno ostatní obložení je vyrobeno z tuhárského mramoru. Kostelní lavice, zpovědnice a nábytek ze dřeva vyrobili a instalovali zaměstnanci truhlářské dílny firmy Baťa v Pravenci.

## Popis
Hlavní síňový obřadní prostor má 270 míst k sezení a výšku 9,9 m. Do 43metrové věže se vine subtilní ocelové schodiště, které ústí v prostoru zvonů. Odtud je přístupný úzký exteriérový ochoz s unikátním výhledem na město. Ve vnitřním jednolodním prostoru kostela má dominantní postavení osm sloupů s kruhovým průřezem obložených narůžovělým umělým mramorem.
Celý interiér kostela, ústřední postava Ježíše Krista, sošky apoštolů, 14 zastavení křížové cesty, reliéfy sv. Rodiny a snímání z kříže, Kristus v hrobě, znaky evangelistů nad vchodem do kostela i socha Panny Marie v lurdské jeskyni jsou dílem sochaře Tibora Bártfaye.